# 华允诚
華允誠（1588年—1648年），字汝立，號鳳超，直隸常州府無錫縣（今江蘇省無錫市）人，明末政治人物，官至吏部員外郎。清初，因不肯剃髮被殺。

## 生平
華允誠出生於無錫簪纓世家，曾祖父華舜欽，官瑞州府知府，祖父華啟直，官四川參政。有弟華允誼。
華允誠少年師從錢一本，學《易經》，長大後師從同鄉高攀龍，在首善書院講學。天啟元年（1612年），中式辛酉科應天鄉試舉人，天啟二年（1622年）聯捷壬戌科進士，天啟四年（1624年）從高攀龍入京，授工部都水司主事。因魏忠賢擅權，二人先後告歸。
崇禎改元，華允誠復出，官工部營繕司主事，轉員外郎，後調兵部。曾彈劾温体仁、閔洪學等徇私乱政，疏陳“三大可惜，四大可憂”，指出“次辅体仁与冢臣洪学，同邑朋比，惟异己之驱除，阁臣兼操吏部之权，吏部惟阿阁臣之意，造门请命，夜以为常”。被奪俸半年，不久辭歸養親。
弘光帝時，起為吏部員外郎，十餘日即辭歸，閉門讀易。永曆二年（即清順治五年，1648年），因不肯剃髮被人告發，斬於金陵。與馬世奇、龔廷祥並稱“錫山三忠”。康熙四十一年（1702年）追諡節愍。《明史》有傳。

## 著作
著有《春秋說》、《四書大全參補》。

## 延伸阅读
[在维基数据编辑]
 《明史卷二百五十八》，出自《明史》